# Ethiolimnia platalea
Ethiolimnia platalea är en tvåvingeart som beskrevs av Verbeke 1950. Ethiolimnia platalea ingår i släktet Ethiolimnia och familjen kärrflugor. Inga underarter finns listade i Catalogue of Life.